# Сан Ђулио (Верчели)
Сан Ђулио је насеље у Италији у округу Верчели, региону Пијемонт.
Према процени из 2011. у насељу је живело 41 становника. Насеље се налази на надморској висини од 279 м.